# Горець (сезон 3)
Третій сезон фантастичного телесеріалу «Горець» складався з 22 серій, що вийшли на екран у 1994—1995 роках. Першу серію сезону показали на американському телебаченні 26 вересня 1994 року, останню — 29 травня 1995 року. Третій сезон серіалу «Горець» продовжує розповідь про пригоди Дункана Мак-Лауда, 400-літнього Безсмертного, який може померти лише від обезголовлення. Він намагається жити життям звичайної людини, але доля неминуче втягує його знову у змагання між Безсмертними — так звані Збори, в яких усі Безсмертні прагнуть вбити один одного, адже в результаті має лишитися лише один з них, який володітиме усією силою.

## У ролях
Головного персонажа — Безсмертного Дункана Мак-Лауда — як і в попередніх сезонах, грає Едріан Пол. Провідні ролі (тобто ті, що заявлені в титрах у вступній заставці), грають наступні актори (з'являються не в усіх серіях сезону):
- Стен Кірш — Річард «Річі» Раян, молодий Безсмертний, друг Мак-Лауда. У першій частині сезону допомагає Мак-Лауду керувати спортивним залом, у другій, «паризькій» частині приїжджає до Дункана у Париж, де вступає в команду з мотокросу. «Гине» на трасі, тому змушений виїхати з Франції, щоб його не впізнали знайомі смертні. Попри заявку у вступних титрах, цей персонаж з'являється у 2-му епізоді, епізодах з 6-го по 9-й та з 11-го по 18-й;
- Філіп Акін[en] — Чарлі Де-Сальво, смертний, колишній «морський котик», друг Мак-Лауда. Володів спортзалом до того, як його придбав Мак-Лауд, після чого лишився там управителем. У минулому сезоні був одним із провідних персонажів, у третьому сезоні з'являється лише в перших трьох серіях (в титрах вказаний лише в перших двох), у 3-й серії («The Revolutionary») його персонаж закохується у балканську революціонерку та їде з нею на Балкани.
- Джим Бірнс[en] — Джозеф «Джо» Доусон, смертний, член таємної організації Спостерігачів, Спостерігач Мак-Лауда і його друг. У минулому сезоні володів букіністичною книгарнею, у цьому сезоні — власник і управитель блюз-бару «У Джо». Заявлений у титрах усіх епізодів, проте з'являється лише у епізодах № 2, 4, 7, 9—10, 12—14, 16—17 і 21—22;
- Лайза Говард[en] — новий провідний персонаж: смертна, на ім'я Енн Ліндсі, лікар-травматолог лікарні міста Сікувер. Вперше з'являється у 3-му епізоді («The Revolutionary»), з 5-го епізоду («Rite of Passage») стає провідним персонажем. Закохується у Мак-Лауда, проте первісно не знає про його безсмертну сутність. На власні очі бачить, як він «гине» у 14-му епізоді («Song of the Executioner»). Пізніше Мак-Лауд вирішує все ж таки довіритися їй та розказати про себе. Він організовує приліт Енн до Парижу, їхні стосунки відроджуються, проте Енн, побачивши дуель Дункана і його Перевтілення (отримання сили вбитого Безсмертного), не може прийняти такий аспект його життя і розходиться з Дунканом та повертається до США. Персонаж з'являється в серіях № 3, 5—9, 11, 13—14 і 17—19;

Другорядні персонажі, що були і в попередніх сезонах:
- Аманда (Елізабет Грейсен) — Безсмертна, крадійка і аферистка, колишня коханка Мак-Лауда; з'являється в епізодах «The Cross of St. Antoine» (№ 4), «Rite of Passage» (№ 5) та двосерійному фіналі сезону;
- Моріс Лалонд (Мішель Модо[fr]) — смертний, життєрадісний, балакучий француз, колишній шеф-повар, сусід Мак-Лауда у Парижі. З'являється у другій, «французькій» частині сезону, у серіях «Star-Crossed» (№ 15), «Take Back the Night» (№ 17), «Reasonable Doubt» (№ 20) та першій серії двосерійного фіналу (№ 21);
- Г'ю «Фіц» Фіцкерн (Роджер Долтрі) — Безсмертний, друг Мак-Лауда. З'являється в епізоді «Star-Crossed» (№ 15), де зустрічає Мак-Лауда, коли той прилітає до Парижу. Гине у тому ж епізоді від руки Безсмертного Каласа.
- Роланд Гіфт[en] — Безсмертний Ксав'є Сен-Клод, найманий вбивця, ворог Мак-Лауда. З'являється лише у першій частині фінального двосерійного епізоду.

У сезоні є два нових другорядних персонажа. У 14-му епізоді «Song of the Executioner» з'являється Безсмертний Калас (Девід Робб), який буде головним антагоністом другої частини сезону. Калас народився за часів Стародавнього Риму, колись мав «ангельський» голос і був співаком. Він ненавидить Мак-Лауда і хоче йому помститися через дві причини. По-перше, у 1658 році Дункан ініціював вигнання Каласа з монастиря, де той знайшов притулок на святій землі та своє призвання — спів у чернечому хорі. По-друге, у 1920 році під час двобою з Мак-Лаудом, Калас отримав важке поранення: меч Дункана перерізав його горло та пошкодив голосові зв'язки, внаслідок чого Калас втратив свій «ангельський» голос і не міг більше співати. У фіналі сезону Мак-Лауд у важкому двобої обезголовлює Каласа. Ще одним новим персонажем став Мітос (Пітер Вінгфілд), найстаріший Безсмертний, який переховувався серед Спостерігачів під ім'ям Адама Пірсона (тут навмисна гра слів: Адам — перша людина за Біблією, Мітос — ймовірно, перший Безсмертний і так само міфологічна персона, як і Адам). Вперше персонаж з'являється у 16-й серії («Methos»), потім — у двосерійному фінальному епізоді. У наступних сезонах Пітер Вінгфілд стає одним із провідних акторів.
Серед інших другорядних персонажів можна зазначити медсестру Марсію (Кетрін Лох Хагквіст), помічницю доктора Енн Ліндсі, що грає у 3-х епізодах даного сезону, 10-річного Безсмертного Кенні (Майлз Фергюсон), що з'являється у двох серіях 3-го і 4-го сезонів, учасника французького Руху Спротиву Жоржа Далу (Жан-Клод Дере), що з'являється у 15-й серії 1-го сезону («For Tomorrow We Die») і в 19-й серії 3-го сезону («Mortal sins»). У 13-й серії в крихітному епізоді з'являється Ф. Браун Мак-Еш (F. Braun McAsh) — Майстер Мечей, постановник боїв у серіалі з 3-го сезону і до фіналу, у 18-й серії епізодну роль чоловіка в аеропорту грає один із сценаристів серіалу Лоренс Шор (Lawrence Shore).

## Саундтрек
Музичний вступ до епізодів представляла пісня групи Queen «Princes of the Universe» з їх альбому 1986 року «A Kind of Magic», решту звукової доріжки створив композитор Роджер Беллон. У 2-й серії звучить інша пісня Queen — «Who Wants to Live Forever».

## Серії
| № у серіалі | № у сезоні | Назва (укр.)            | Назва (англ.)            | Режисер(и)        | Сценарист(и)     | Перший ефір у США | Перший ефір українською | Код серії |
| --- | ---------- | ----------------------- | ------------------------ | ----------------- | ---------------- | ----------------- | ----------------------- | --------- |
| 45 | 1×03       | «Самурай»               | The Samurai              | Денніс Беррі      | Naomi Janzen     | 26 вересня 1994   | Буде оголошено          | 94301     |
| Понад 200 років тому, у феодальній Японії самурай, на ім'я Хідео Кото (Роберт Іто), врятував Мак-Лауда після корабельної аварії та переховував його, хоча в тогочасній Японії допомога «варвару» каралася смертю. Хідео і Дункан стали друзями, але зрештою їхню дружбу викрили і Хідео довелося здійснити сепуку. Його секундантом у цьому ритуалі був Мак-Лауд, який дав клятву вічно захищати родину Кото, тому Хідео заповів йому свою катану. У сучасному світі одна з нащадків Хідео, Мідорі Кото (Тамлін Томіта), просить у Мак-Лауда допомоги, нагадуючи про клятву, яку «предок» Мак-Лауда (а насправді — він сам) дав родині Кото. Мідорі вбила свого чоловіка, багатого промисловця Майкла Кента (Стівен Мак-Хетті), після того, як побачила, що він вбив її коханця. Втім, як виявляється, Кент живий, бо Безсмертний. Не бажаючи ганьбити честь своєї родини, Мідорі повертається до Кента, який викликає Мак-Лауда на дуель. Дункан обезголовлює Кента, таким чином, виконуючи свою клятву родині Кото і звільняючи Мідорі від тягаря ненависного шлюбу. |            |                         |                          |                   |                  |                   |                         |           |
| 46 | 2×03       | «Лінія життя»           | Line of Fire             | Clay Borris       | David Tynan      | 3 жовтня 1994     | Буде оголошено          | 94302     |
| Донна (Чандра Вест), одна з колишніх подружок Річі, зненацька повертається до нього, стверджуючи, що він — батько її 18-місячного сина. Хоча Дункан нагадує Річі, що це неможливо, Безсмертні не здатні мати дітей, Річі бачить у цьому єдиний шанс мати справжню сім'ю, якої у нього ніколи не було і не буде. Якось Донна знаходить рапіру Річі та цікавиться, навіщо це йому, розгублений Річі не знає, що відповісти. Мак-Лауд радить йому все ж таки лишити Донну та малюка, так вони будуть у більшій безпеці. Тим часом у місті з'являється Безсмертний, на ім'я Керн (Рендалл Кобб). Мак-Лауд пригадує, як понад 100 років тому Кент командував солдатами, які влаштували бійню серед індіанців. У цій бійні загинув названий син Дункана, Кахані (Peter Bob), та його мати з племені сіу, Маленький Олень (Мішель Траш). Кент погрожує нововиявленій родині Річі Раяна, тому Мак-Лауд кидає йому виклик і у двобої відсікає йому голову. Річі йде з єдиної своєї родини, яку коли-небудь мав. |            |                         |                          |                   |                  |                   |                         |           |
| 47 | 3×03       | «Революціонер»          | The Revolutionary        | Денніс Беррі      | Peter Mohan      | 10 жовтня 1994    | Буде оголошено          | 94303     |
| Жителі однієї маленької балканської країни почали збройне повстання проти жорстокого диктатора, який керував країною. Борців за свободу очолює Пол Каррос (Miguel Fernandes), енергійний, харизматичний лідер. Він Безсмертний, дуже давно він був рабом у Стародавньому Римі та брав участь у повстанні Спартака. З тих пір Каррос активно підтримує будь-який збройний спротив простих людей проти диктатури. Каррос із своєю помічницею Марою (Ліліана Коморовска) приїжджає до США, щоб залучити прихильників, які допоможуть повстанню, та роздобути зброю. Мак-Лауд і Каррос воювали разом під час Мексиканської революції, тому Каррос намагається переконати Мак-Лауда боротися разом із ним за праве діло. Дункан відмовляється, але несподівано Чарлі Де-Сальво починає цікавитися як справою Карроса, так і Марою. Тим часом на отця Стефана, посередника між Карросом і США, здійснюють замах і важко ранять. Мак-Лауд усвідомлює, що Каррос має намір продовжувати війну будь-якою ціною, навіть ціною саботування мирних перемовин і вбивства тих, хто йому довіряє. Коли Мара дізнається правду, вона погрожує викрити Карроса, а той у відповідь намагається її вбити. Мак-Лауду доводиться викликати Карроса на дуель та перемогти. Мара повертається додому, на Балкани, а Чарлі їде з нею допомагати відбудовувати країну. У цій серії з'являється новий персонаж — смертна, лікар, на ім'я Енн Ліндсі, яка лікує важко пораненого отця Стефана, і Мак-Лауд несподівано виявляє до неї інтерес. |            |                         |                          |                   |                  |                   |                         |           |
| 48 | 4×03       | «Хрест святого Антонія» | The Cross of St. Antoine | Денніс Беррі      | Morrie Ruvinsky  | 17 жовтня 1994    | Буде оголошено          | 94304     |
| Джо Доусон закохується у спеціалістку з історії мистецтв Лорен Гейл. На жаль, одного вечора Доусон приходить до Лорен додому і бачить, що її вбили. Джо, Дункан і Аманда починають розслідування. Виявляється, що напередодні Лорен працювала у музеї старожитностей Торна. Серед експонатів музею Мак-Лауд несподівано бачить старовинний золотий хрест, якого вкрали понад 200 років тому з маленького поселення у Монтані, де він жив на той час. Як дізнається Мак-Лауд, Арманд Торн (Брайон Джеймс), благодійник музею старожитностей Торна — це Джон Дурган, Безсмертний трапер, який два століття тому вбив священника монтанського поселення і викрав хрест. Дункан вмовляє Аманду згадати про свої крадійські навички та допомогти йому викрасти хрест із музею, щоб виманити Торна-Дургана з його добре захищеної схованки. Дункан сходиться у двобої з Дурганом і обезголовлює його, таким чином виконуючи свою обіцянку повернути хрест святого Антонія. |            |                         |                          |                   |                  |                   |                         |           |
| 49 | 5×03       | «Освячення»             | Rite of Passage          | Mario Azzopardi   | Karen Harris     | 24 жовтня 1994    | Буде оголошено          | 94305     |
| Мішель Вебстер (Габріель Міллер) — приймачка одного зі смертних друзів Мак-Лауда, екзальтований та бунтівний 18-літній підліток. Одного вечора, посварившись із названими батьками вона, розлючена, їде з їх дому і потрапляє в автокатастрофу: її машина падає з урвища. Хірург-травматолог Енн Ліндсі робить все, що може, аби врятувати дівчину, але та помирає на операційному столі. Мак-Лауд поспішає до лікарні, щоб підтримати вбитих горем батьків…і викрасти з моргу Мішель, яка виявилася Безсмертною. Мак-Лауд починає навчати Мішель усьому, що має знати і вміти Безсмертний, але для неї Безсмертя — це лише забавна розвага. Вона зустрічає Безсмертного, на ім'я, Аксель Віттакер (Роб Стюарт), який обіцяє їй усі розваги та пригоди, які вона тільки може собі уявити. Як виявляється, Аксель століттями використовує «новонароджених» Безсмертних, щоб підібратися ближче до їх наставників, або, у крайньому разі, приспати пильність «новонароджених», аби з легкістю відтяти їм голову. За допомогою Мішель Аксель заманює Дункана на свою яхту і вони сходяться у двобої. Мак-Лауд обезголовлює Акселя, а Мішель, побачивши грізну силу Перевтілення, погоджується вчитися навичкам Безсмертної під наставництвом Аманди. |            |                         |                          |                   |                  |                   |                         |           |
| 50 | 6×03       | «Мужність»              | Courage                  | Charles Wilkinson | Nancy Heiken     | 31 жовтня 1994    | Буде оголошено          | 94306     |
| Безсмертний Браян Каллен (Джон Пайпер-Фергюсон), давній друг Мак-Лауда і найкращий фехтувальник Європи, вже давно втратив силу духа та жагу до життя, і шукає вирішення своїх проблем у наркотиках і спиртному. П'яний, він свариться у барі з випадковим Безсмертним — ним виявляється Річі, а потім влаштовує з ним смертельні перегони на гірському серпантині, внаслідок яких врізається в пасажирський автобус. Тим часом Дункан на ранковій пробіжці знову зустрічає лікаря Енн Ліндсі і запрошує її пообідати разом. Коли Дункан заходить за Енн до лікарні, вона зайнята допомогою десяткам постраждалих пасажирів автобуса. У метушні травматологічного відділення лікарні Мак-Лауд відчуває Безсмертного та з подивом зустрічає Браяна Каллена, який ожив після загибелі у влаштованій ним ДТП. Дункан бачить, на що перетворився його друг, і усіма силами прагне допомогти йому знову почати жити нормальним життям. Але зрештою Каллен під дією наркотиків шаленіє та нападає на Дункана, якому доводиться, захищаючись, відтяти йому голову. Паралельно з цими подіями потроху розвивається роман Мак-Лауда та смертної лікарки Енн Ліндсі. |            |                         |                          |                   |                  |                   |                         |           |
| 51 | 7×03       | «Ягня»                  | The Lamb                 | Денніс Беррі      | J. P. Couture    | 7 листопада 1994  | Буде оголошено          | 94307     |
| Дункан і Річі випадково зустрічають незвичайного Безсмертного, на ім'я Кенні (Майлз Фергюсон). Він помер у 10-річному віці, тому навіки застряг у тілі підлітка. Кенні просить Мак-Лауда про захист, адже його наставника-Безсмертного, який замінив йому батька, нещодавно вбили. Розуміючи, що 10-літня дитина — легка здобич навіть для недосвідченого Безсмертного, Дункан і Річі беруть Кенні під опіку. Втім, як виявляється, Кенні — не такий вже юний та беззахисний. Він живе вже понад 800 років і весь цей час виживав, обманюючи інших Безсмертних: він спершу закрадався у довіру, робив вигляд слабкого і необізнаного Безсмертного, а потім, приспавши їх пильність, відрубував їм голови. Таким самим чином Кенні хоче здобути і голову Мак-Лауда, але йому постійно заважає присутність Енн Ліндсі. Кенні робить спробу вбити Енн, але Дункан, який на той момент вже зрозумів, ким є Кенні, її рятує. Він переслідує Кенні, але тому вдається втекти від Дункана на шкільному автобусі. |            |                         |                          |                   |                  |                   |                         |           |
| 52 | 8×03       | «Одержимість»           | Obsession                | Charles Wilkinson | Lawrence Shore   | 14 листопада 1994 | Буде оголошено          | 94308     |
| Давній знайомий Мак-Лауда, Безсмертний, на ім'я Девід Кео (Кемерон Бенкрофт), вирішує одружитися на смертній жінці, на ім'я Джилл (Ненсі Сорел). Закоханий в неї до нестями, Девід розкриває їй свою таємницю і розповідає про Безсмертних. Але це руйнує їхні стосунки: Джилл починає боятися Девіда, вона хоче вийти заміж за звичайного чоловіка, мати дітей та онуків. Девід переслідує Джилл, не бажаючи визнати, що їхня любов скінчилась, він переконаний, що Джилл кохає його так само, як і він її. Джилл звертається по допомогу до Мак-Лауда, якого Девід знає та поважає. Втім, Девід не хоче нікого слухати та продовжує переслідувати Джилл, щоб насильно забрати її до себе. Тікаючи від Девіда Джилл падає з висоти та розбивається. Девід звинувачує у тому, що сталося, Мак-Лауда і нападає на нього. Дункан перемагає його, але лишає життя. Девід обіцяє одного дня повернутися і помститися Мак-Лауду. |            |                         |                          |                   |                  |                   |                         |           |
| 53 | 9×03       | «Тіні»                  | Shadows                  | Charles Wilkinson | David Tynan      | 21 листопада 1994 | Буде оголошено          | 94309     |
| Мак-Лауд страждає від видінь своєї власної смерті, яку спричиняє загадкова фігура у капюшоні, і поступово стає все більш нервовим і роздратованим. На виставці скульптур він зустрічає давнього знайомого, Безсмертного, на ім'я Геррік (Гарвін Сендфорд). Востаннє вони бачилися у XVII столітті, коли Герріка та Мак-Лауда хотіли спалити живцем як чаклунів. Геррік століттями вивчає мозок людини, тому Мак-Лауд вирішує звернутися за порадою до нього. За твердженням Герріка, видіння Мак-Лауда — це уособлення його страху смерті, а єдиний вихід побороти його — прийняти його. Втім, Мак-Лауду становиться все гірше. Енн намагається переконати його звернутися до профільного лікаря; будучи сама лікарем, вона влазить у медичну комп'ютерну базу даних і дізнається, що у Дункана Мак-Лауда відсутня медична картка, він жодного разу не звертався до лікарів. Коли вона намагається отримати від Дункана пояснення цього факту, той скаженіє і грубо відповідає Енн. Змучений та виснажений, Мак-Лауд знову бачить привид у капюшоні та, пам'ятаючи слова Герріка, відмовляється захищатися. Привид замахується, щоб відтяти Дункану голову, і в останній момент той впізнає у «привиді» Герріка. Як виявляється, в той день, коли йому і Дункану загрожувало аутодафе, Дункан напав на варту і втік, а Герріка, який їхав за ним, зловили та спалили живцем. Від перенесених страждань Геррік трохи збожеволів і зажадав помститися Мак-Лауду, який, як вважав Гаррік, навмисно кинув його напризволяще. У двобої Дункану вдається обезголовити Герріка. В останній сцені серії Енн, засмучена тим, що Дункан не довірив її свої страхи та таємниці, розриває їхні стосунки. |            |                         |                          |                   |                  |                   |                         |           |
| 54 | 10×03      | «Шантаж»                | Blackmail                | Paolo Barzman     | Morrie Ruvinsky  | 28 листопада 1994 | Буде оголошено          | 94310     |
| Повертаючись від коханки, смертний, адвокат, на ім'я Роберт Вейверлі (Брюс Дінсмор), випадково знімає на відео дуель Мак-Лауда з іншим Безсмертним, Пітером Матліном (Bill Croft). На плівку потрапляє геть усе — власне дуель, обезголовлювання, Перевтілення. Вейверлі намагається шантажувати Мак-Лауда цією плівкою, вимагаючи, щоб той вбив дружину Вейверлі (Barbara Tyson), натомість Роберт не відноситиме плівку у поліцію. Тим часом друг Пітера Матліна, вбитого Безсмертного, Лаймон Карлов (Ентоні Де-Лонгіс) збирається помститися Мак-Лауду. Вейверлі, не усвідомлюючи з ким він має справу, робить Мак-Лауду іншу пропозицію: він вбиває Карлова, а Мак-Лауд вбиває дружину Вейверлі, таким чином, ніхто нічого не запідозрить. Втім, Карлов вбиває Вейверлі, а Мак-Лауду, звільненому від вимоги вбити невинну жінку, лишається розібратися з Карловим. |            |                         |                          |                   |                  |                   |                         |           |
| 55 | 11×03      | «Вендета»               | Vendetta                 | Джордж Менделюк   | Alan Swayze      | 5 грудня 1994     | Буде оголошено          | 94311     |
| У житті Дункана з'являється його старий знайомий, Безсмертний Бенні Карбасса (Тоні Росато), дрібний злодій, який десятиліттями має справу з мафією та іншими злочинними угрупованнями. Бенні просить у Дункана допомоги розібратися з одним ватажком гангстерів. Дункан погоджується скласти Бенні компанію при зустрічі з гангстером, але виявляється, що тому потрібен саме Мак-Лауд. Тим часом Енн Ліндсі повертається до Дункана, вирішивши не тиснути на нього і сподіваючись, що той колись сам розкаже свої таємниці. |            |                         |                          |                   |                  |                   |                         |           |
| 56 | 12×03      | «Вони теж служать»      | They Also Serve          | Paolo Barzman     | Lawrence Shore   | 6 лютого 1995     | Буде оголошено          | 94312     |
| Майклу Крістіану (Баррі Пеппер), який лише нещодавно став Безсмертним, неймовірно везе: він зумів здобути голови багатьох інших Безсмертних, у тому числі й голову Мей-Лінь Шен (Вів'єн Ву), яка у 1780-х роках у Монголії навчала Мак-Лауда бойових мистецтв. Крістіан захоплював Безсмертних, коли вони були неозброєні та вразливі; наступним номером у його списку стоїть Дункан Мак-Лауд. Дункан, засмучений смертю наставниці, про яку розповів йому Доусон, вирішує поїхати на добу до свого лісового котеджу, щоб оплакати Мей-Лінь і порозмислити над життям. На цей час він лишає свій меч Річі, попри протести останнього. Тим часом, у Джо Доусона починаються проблеми: його керівники та колеги дізналися, що він товаришує з Мак-Лаудом і розповів йому про Спостерігачів. Доусону доводиться обирати між обов'язком Спостерігача та дружбою з Мак-Лаудом, проте він дізнається, що Рита Люс (Мері Воронов), Спостерігач Крістіана, активно допомагала йому, розповідаючи усю необхідну інформацію про Безсмертних, про їх слабкі сторони тощо, і лише за її допомоги Майкл зумів перемогти усіх цих Безсмертних, а зараз їде до лісової схованки Мак-Лауда, щоб відтяти йому голову. Джо робить важкий вибір на користь своєї дружби: він телефонує Річі, щоб той попередив Дункана і відвіз йому меч. Втім, Мак-Лауд справляється з Крістіаном своїми силами. У назві серії використана цитата з вірша Джона Мілтона «На свою сліпоту»: «I служать також ті, які стоять в чеканні» (англ. They also serve who only stand and wait). |            |                         |                          |                   |                  |                   |                         |           |
| 57 | 13×03      | «Сліпа віра»            | Blind Faith              | Jerry Ciccoritti  | Jim Makichuk     | 13 лютого 1995    | Буде оголошено          | 94313     |
| Безсмертний Джон Кірін (Річард Лінч), який став лідером релігійної групи, рятуючи свого прихильника, гине під колесами машини, яку занесло на мокрій дорозі. Він помирає на операційному столі в Енн Ліндсі, а коли вона виходить до його послідовників, щоб сповістити про смерть їхнього наставника, Кірін раптово з'являється за її спиною, живий і неушкоджений. Прихильники Кіріна вважають це ще одним чудом, здійсненим їхнім лідером. Дізнавшись про цей інцидент, Дункан вражений, що Безсмертний може настільки порушити правила Гри щодо приховування своєї природи від смертних, і їде, щоб побачитися з Кіріном. Виявляється, що останній — давній знайомий Мак-Лауда, колись відомий під ім'ям Кейдж. Він завжди віддавав перевагу своєї жадібності перед людяністю: під час Громадянської війни в Іспанії 1937 року Кірін—Кейдж за гроші видав партизан фашистам, а в 1975 році в Камбоджі відмовився евакуювати групу дітей-біженців, лишивши їх помирати в лапах червоних кхмерів, бо його вертоліт був заповнений наркотиками. Кірін намагається запевнити Мак-Лауда в тому, що він дуже змінився і зійшов зі шляху війни, ставши мирним проповідником, але ані Дункан, ані Річі з Джо не можуть у це повірити. Сумніви щодо особистості Кіріна є також і в репортера таблоїда, який веде своє розслідування. Він бачив Кіріна з Мак-Лаудом, тому приходить із запитаннями до Дункана, але той відмовчується. Бажаючи дістати будь-яку інформацію, репортер вночі вламується до Дунканового залу бойових мистецтв, але там знаходить лише свою смерть. Мак-Лауд звинувачує у вбивстві Кіріна, але той наполягає на своїй невинуватості та відмовляється битися з Мак-Лаудом. Кірін здогадується, що вбивцею був його палкий прихильник і напівбожевільний Метью (Конрад Данн), і хоче попередити Мак-Лауда, але той вже вламується у будинок Дункана, щоб вбити його. У сутичці Метью випадково застрелює Кіріна та гине від куль поліції. В останній сцені епізоду Кірін і Мак-Лауд укладають мир. |            |                         |                          |                   |                  |                   |                         |           |
| 58 | 14×03      | «Пісня ката»            | Song of the Executioner  | Paolo Barzman     | David Tynan      | 20 лютого 1995    | Буде оголошено          | 94314     |
| У 1658 році в Європі Мак-Лауд знаходить монастир, заснований Безсмертним, давнім римлянином на ім'я Павло (Юджин Ліпінски). На святій землі Безсмертні почувають себе у безпеці, тому приходять до монастиря у пошуках тимчасового сховища. У монастирі Дункан зустрічає Безсмертного Таймона (Деметрі Горіцас), який навчає його читати, та Безсмертного Каласа (Девід Робб), який має неперевершений голос і вміння каліграфії. Згодом Дункан дізнається, що Калас періодично вбивав Безсмертних, підстерігаючи їх, коли вони виходили за межі святої землі монастиря. Почувши про це, настоятель брат Павло разом із Дунканом виганяють Каласа з монастиря, тим самим розлучаючи його з музикою, яка була сенсом його життя. У сучасному світі Дункан запрошує Енн на музичний концерт хору європейських ченців, очолюваного Безсмертним братом Павлом. Після концерту Павло раптово зустрічає Каласа, який прагне помститися за вигнання. Саме Калас під іншим ім'ям організував тур ченців у США, тим самим виманивши брата Павла вперше за 300 років зі святої землі, на якій Безсмертним заборонено вбивати. Калас вбиває брата Павла та планує помститися і Мак-Лауду, якого бачив на концерті. Він починає з близьких Дункана: влаштовує у лікарні Енн дві підозрілі смерті, які схожі на медичну помилку доктора Ліндсі, а Джо Доусону підкидує в бар наркотики та заявляє в поліцію про незаконну торгівлю в барі. Мак-Лауд зустрічає Каласа у концертному залі та викликає на дуель, але у двобої виявляється, що Калас — дуже сильний противник, значно сильніший, аніж ті, яких раніше перемагав Мак-Лауд. Рятуючись від неминучої поразки, Мак-Лауд вимушено падає з театральних підмостків у партер і на очах Енн «гине». Калас тікає, а Дункану доводиться кинути своє життя в США та виїхати до Франції, лишивши Енн оплакувати його смерть. |            |                         |                          |                   |                  |                   |                         |           |
| 59 | 15×03      | «Нещасливий»            | Star-Crossed             | Paolo Barzman     | Jim Makichuk     | 27 лютого 1995    | Буде оголошено          | 94315     |
| Мак-Лауд прилітає до Парижу, де його несподівано зустрічає старий друг — Безсмертний Г'ю Фіцкерн (Роджер Долтрі). На превеликий подив Мак-Лауда, який знає Фіца понад 350 років, останній осів у Парижі, став професором кулінарної школи Кордон блю, пише кулінарну книгу і закоханий у Наомі (Валері Зарук), колишній приятель Наомі, який прагне за всяку ціну прибрати Фіца з дороги та повернути свою колишню кохану. Одного дня Патріка знаходять задушеним у себе вдома, перед комп'ютером, на екрані якого фальсифіковані викладацькі дипломи Фіцкерна, тому останньому доводиться тікати від поліції. Дункан здогадується, що за цим стоїть Калас, який переслідує його і в Парижі. Тим часом Калас зустрічає Фіцкерна і на дуелі обезголовлює його. |            |                         |                          |                   |                  |                   |                         |           |
| 60 | 16×03      | «Мітос»                 | Methos                   | Денніс Беррі      | J. P. Couture    | 6 березня 1995    | Буде оголошено          | 94316     |
| У Парижі Калас вбиває двох Спостерігачів, внаслідок чого Джо Доусон дізнається, що Калас шукає Мітоса, міфічного найстарішого Безсмертного. Дункан усвідомлює, що здобувши силу Мітоса, Калас стане для Мак-Лауда занадто сильним, щоб перемогти, тому вирішує знайти Мітоса першим. Джо радить Дункану поговорити зі Спостерігачем Адамом Пірсоном, який досліджує історію Мітоса, але коли Мак-Лауд приходить додому до Пірсона, він несподівано зустрічає там Безсмертного. Це Спостерігач, на ім'я Адам Пірсон, і водночас — Мітос (Пітер Вінгфілд), найстаріший з Безсмертних. Дункан попереджає Мітоса, що на нього полює Калас. Пізніше Мітос зустрічає Каласа, вони б'ються на дуелі, але обидва падають з мосту в річку та гублять один одного. Після дуелі Мітос, усвідомлюючи, що він не зможе перемогти Каласа, приходить до Мак-Лауда та пропонує йому свою голову, а значить, і силу, щоб Горець міг вбити Каласа. Мак-Лауд відмовляється і викликає Каласа на дуель. У двобої йому майже вдається перемогти, але на заваді стає паризька поліція, яка арештовує Каласа за два вбивства. Мітос зникає у невідомому напрямку. А тим часом Річі робить кар'єру у мотокросі та стає членом місцевої команди. |            |                         |                          |                   |                  |                   |                         |           |
| 61 | 17×03      | «Забери ніч»            | Take Back the Night      | Paolo Barzman     | Alan Swayze      | 24 квітня 1995    | Буде оголошено          | 94317     |
| Безсмертну Кірдвін (Кім Джонстон-Ульріх) та її смертного чоловіка Стівена (David Gregg) вбивають вуличні грабіжники. Оживши, вона згадує своє войовниче минуле, коли билася з піктами проти римських легіонів, та виходить на шлях помсти. Тим часом Дункан і Моріс відвідують перегони, в яких бере участь Річі. Після перегонів Дункан ловить малолітнього кишенькового злодія, Паоло (Marc Edouard Leon), який виявляється братом одного з вбивць Кірдвін та її чоловіка. Зустрівши Кірдвін, Дункан дізнається про її трагедію, проте намагається зупинити месницю і переконати її, що помста нічого не змінить у її житті. Натомість Кірдвін допомагає Мак-Лауду зрозуміти, що, хоча для смертної людини кохати Безсмертного — це значний ризик, все ж таки саме смертний має робити цей вибір. Після роздумів, Дункан телефонує Енн. Між тим, Річі завершує свою кар'єру у мотокросі, «загинувши» в аварії на трасі разом із своїм смертним суперником. |            |                         |                          |                   |                  |                   |                         |           |
| 62 | 18×03      | «Свідчення»             | Testimony                | Денніс Беррі      | David Tynan      | 1 травня 1995     | Буде оголошено          | 94318     |
| Мак-Лауд вирішує розповісти Енн про свою сутність і купує їй квиток на літак до Парижу. В аеропорту Енн надає медичну допомогу молодій жінці, на ім'я Таша (Селіна Джайлз), якій стає зле у черзі на паспортний контроль. У лікарні виявляється, що в її шлунку розірвався пакет із героїном, бо Таша — перевізник наркотиків російської мафії, і водночас коханка голови мафіозного угруповання Крістова (Lex Daniel). Енн переживає за Ташу і намагається вмовити її дати свідчення проти Крістова, який, в свою чергу, має намір вбити Ташу раніше, ніж вона почне співпрацювати з поліцією. Дункан сумнівається в успіху цієї справи: він зустрічає Крістова та впізнає в ньому ватажка козаків, на яких він натрапив у Росії, на своєму шляху на схід у 1750 році. Крістов викрадає і бере у заручники Річі, вимагаючи від Дункана, щоб той вбив Ташу сам. Мак-Лауду доводиться обирати, розібратися з Крістовом чи врятувати Річі, натомість Річі також стоїть перед вибором: битися і стати сильнішим Безсмертним або померти. |            |                         |                          |                   |                  |                   |                         |           |
| 63 | 19×03      | «Смертні гріхи»         | Mortal Sins              | Mario Azzopardi   | Lawrence Shore   | 8 травня 1995     | Буде оголошено          | 94319     |
| 50 років тому, коли Франція була окупована Третім Рейхом, один із учасників антинацистського Руху Опору, хлопчик, на ім'я Бернард, вбив нацистського майора Ернста Деймлера (Andrew Woodall). У сучасному світі Бернард (Roger Bret) став священником у церкві, і одного разу до церкви заходять кілька неонацистів, в одному з яких отець Бернард із жахом пізнає Деймлера — той анітрохи не змінився і пам'ятає маленького хлопчиська, який вдарив його вилами, захищаючи своїх близьких. Деймлер обіцяє повернутися за отцем Бернардом. Останній починає шукати кого-небудь, хто може допомогти, і несподівано на вулиці зустрічає Мак-Лауда. Всі ці роки отець Бернард беріг секрет про те, як Мак-Лауд брав участь у Русі Спротиву, і як, поранений на смерть, раптово ожив. Між тим, Енн здогадується, що вагітна — не від Мак-Лауда, звісно, а від старого приятеля, в обіймах якого вона намагалася знайти розраду після «загибелі» Дункана. Тим часом Ернст Деймлер вбиває отця Бернарда і приходить вбити Енн. Мак-Лауд обезголовлює Деймлера і Енн на свої очі бачить, що таке бути частиною життя Безсмертного. Енн починає розуміти, що вона як лікар, який рятує життя, не може прийняти цей аспект сутності Дункана — битися на дуелях і вбивати один одного, тому вона повертається до США. |            |                         |                          |                   |                  |                   |                         |           |
| 64 | 20×03      | «Доречний сумнів»       | Reasonable Doubt         | Денніс Беррі      | Elizabeth Baxter | 15 травня 1995    | Буде оголошено          | 94320     |
| У приятеля Мак-Лауда невідомий грабіжник викрадає цінний ескіз Да Вінчі, вбивши під час крадіжки двох охоронців. Дункан береться бути посередником і викупити ескіз у злодія. Він дізнається, що малюнок викрав Безсмертний, на ім'я Каган (Подж Біен), якого Мак-Лауд зустрів у 1930 році і чийого наставника він тоді ж вбив. Тим часом Моріс просить Дункана поговорити із своєю племінницею Симоною (Géraldine Cotte), в якої певні проблеми, і наставити її на добру путь. Виявляється, що у Симони проблеми неабиякі: вона проститутка і спільниця Кагана. Дункан простежує Симону до борделю, в якому вона працює і зустрічається там із Каганом. Останній заперечує свою провину у злочині та обіцяє Мак-Лауду полишити кримінальну діяльність, якщо той йому допоможе і стане його наставником. Проте коли Симону, яка знала Кагана, знаходять вбитою, Дункан усвідомлює, що Каган ніколи не зміниться і продовжить вбивати. Він кидає виклик Кагану й обезголовлює його у двобої. |            |                         |                          |                   |                  |                   |                         |           |
| 65 | 21×03      | «Фінал (частина 1)»     | Finale, Part 1           | Mario Azzopardi   | David Tynan      | 22 травня 1995    | Буде оголошено          | 94321     |
| Аманда, намагаючись зробити послугу Мак-Лауду і вбити Каласа у в'язниці, випадково сприяє його втечі. Калас продовжує свою помсту Мак-Лауду, він робить спробу вбити Моріса, але Дункану вдається йому завадити. Тоді Калас викрадає Аманду, щоб використати її як наживку для Горця; втім, пізніше Аманда втікає з-під варти, обдуривши поплічників Каласа, що її охороняли. Між тим, Крістіна Зальцер (Шіен Веббер), вдова одного із вбитих Каласом Спостерігачів (серія «Мітос»), вирішує помститися за смерть чоловіка як Спостерігачам, так і Безсмертним: вона збирається передати усю інформацію про них у ЗМІ. Доусон і Мітос разом намагаються переконати Крістіну не робити цього, проте марно, вона йде з компакт-диском, на якому уся база даних Спостерігачів, до газетного видавництва. Доусон у відчаї вирішує вбити її, але його зупиняють Мітос і Мак-Лауд. Вони бачать, як Крістіна входить до видавництва і розуміють, що їх життя, ймовірно, змінилися назавжди. |            |                         |                          |                   |                  |                   |                         |           |
| 66 | 22×03      | «Фінал (частина 2)»     | Finale, Part 2           | Денніс Беррі      | David Tynan      | 29 травня 1995    | Буде оголошено          | 94322     |
| Через те, що інформація про Спостерігачів і Безсмертних потрапила до видавця газети, Дункан морально готується до того, що його світ зміниться і почнеться нове «полювання на відьом», значно небезпечніше із сучасними технологіями та методами. У цей час він усвідомлює, що кохає Аманду. Між тим, Крістіна Зальцер зустрічається із видавцем газети, Джеремі Кленсі (David Gilliam), якому передала компакт-диск із інформацією про Спостерігачів і Безсмертних, та обговорює її публікацію. Раптом з'являється Калас, який вбиває Крістіну та Джеремі, і забирає компакт-диск. Калас висуває Дункану ультиматум: його голова в обмін на компакт-диск, інакше Калас оприлюднить усю інформацію з нього. Доусон і Мітос разом із рештою Спостерігачів починають активні пошуки Каласа, проте безрезультатно. Попри вмовляння Мітоса не робити цього, Дункан погоджується на дуель із Каласом на верхівці Ейфелевої вежі. У важкому двобої Мак-Лауд обезголовлює Каласа; потужне Перевтілення, підсилене вежею, посилає сильні заряди енергії навкруги та знищує усі комп'ютери поблизу, у тому числі й комп'ютер Каласа, в якому зберігався диск із інформацією про Спостерігачів і Безсмертних. |            |                         |                          |                   |                  |                   |                         |           |